# Elezione incondizionata
L'elezione incondizionata è una dottrina della teologia cristiana che precisa un aspetto della soteriologia calvinista. Sostenendo il principio della predestinazione, cioè che Dio, dall'eternità, ha già prestabilito, secondo il Suo insindacabile e sovrano giudizio, chi, nell'ambito della storia umana, avrebbe ricevuto la grazia della salvezza e chi avrebbe lasciato, invece, seguire la via del peccato e delle sue conseguenze, questa dottrina afferma su quale base Egli abbia operato la scelta di salvare un certo numero di creature umane.
La base che il Calvinismo scorge nel messaggio della Bibbia per la scelta di Dio di salvare delle creature umane è esclusivamente la libera espressione Sua misericordia, ad esclusione di qualunque merito o titolo che esse stesse possano avere.
È uno del Cinque punti del Calvinismo. La dottrina dell'elezione incondizionata è stata codificata la prima volta dalla Confessione di fede belga del 1561 e riaffermata nei Canoni di Dordrecht (1619) e caratterizza storicamente la fede riformata com'è espressa dalle varie confessioni di fede riformata.

## Sommario della dottrina
L'elezione incondizionata è la dottrina che afferma che Dio ha scelto coloro che si è compiaciuto di portare alla conoscenza di Sé stesso, non sulla base di un qualsiasi merito mostrato dall'oggetto della Sua grazia e non sulla base della fede prevista (specialmente una decisione di fede). Dio ha eletto sulla sola base del consiglio della Sua volontà. Egli ha fatto questa scelta prima della fondazione stessa del mondo.
Questa dottrina non esclude, però, la responsabilità umana di credere nell'opera redentiva di Cristo (Giovanni 3:16-18). La Scrittura presenta una tensione fra la Sovranità di Dio nella salvezza e la responsabilità umana di credere. Essa, però, non cerca di risolvere questa "contraddizione". Entrambe sono verità. Negare la responsabilità umana significa cadere nell'ipercalvinismo, negare la Sovranità di Dio significa cadere nell'Arminianesimo.
Gli eletti sono salvati perché compiano buone opere (Efesini 2:10). Le buone opere, quindi, non possono essere un ponte sull'abisso (formatosi alla Caduta), che separa l'essere umano a Dio. Le buone opere sono il risultato della grazia salvifica di Dio. Ecco perché l'apostolo Pietro afferma: "Perciò, fratelli, impegnatevi sempre di più a render sicura la vostra vocazione ed elezione; perché, così facendo, non inciamperete mai" (2 Pietro 1:10). Produrre un buon frutto nella vita è indicazione che Dio ha seminato il seme della grazia nel terreno che Egli ha dissodato e reso fertile.

## Alcuni testi biblici probanti

### L'elezione
- Marco 13:20 "Se il Signore non avesse abbreviato quei giorni, nessuno scamperebbe; ma, a causa dei suoi eletti, egli ha abbreviato quei giorni".
- Marco 13:27 "Ed egli allora manderà gli angeli a raccogliere i suoi eletti dai quattro venti, dall'estremo della terra all'estremo del cielo".
- Luca 18:7 "Non vendicherà Dio i suoi eletti che gridano a lui giorno e notte. Tarderà egli forse ad intervenire a loro favore?" (Lu. 18:7).
- Giovanni 10:16 "Ho anche altre pecore, che non sono di quest'ovile; anche quelle devo raccogliere ed esse ascolteranno la mia voce, e vi sarà un solo gregge, un solo pastore".
- Romani 8:33 "Chi accuserà gli eletti di Dio? Dio è colui che li giustifica".
- Tito 1:1 "Paolo, servo di Dio e apostolo di Gesù Cristo, secondo la fede degli eletti di Dio e la conoscenza della verità che è secondo pietà".
- 1 Tessalonicesi 1:4 "...conoscendo, fratelli amati da Dio, la vostra elezione…".
- 1 Pietro 1:1 "Pietro, apostolo di Gesù Cristo, agli eletti che vivono come forestieri dispersi nel Ponto, nella Galazia...".

### Senza condizioni preliminari
- Romani 9:10-16 "...Ma c'è di più! Anche a Rebecca avvenne la medesima cosa quand'ebbe concepito figli da un solo uomo, da Isacco nostro padre; 11 poiché, prima che i gemelli fossero nati e che avessero fatto del bene o del male (affinché rimanesse fermo il proponimento di Dio, secondo elezione, che dipende non da opere, ma da colui che chiama) le fu detto: «Il maggiore servirà il minore»; com'è scritto: «Ho amato Giacobbe e ho odiato Esaù». Che diremo dunque? Vi è forse ingiustizia in Dio? No di certo! Poiché egli dice a Mosè: «Io avrò misericordia di chi avrò misericordia e avrò compassione di chi avrò compassione». Non dipende dunque né da chi vuole né da chi corre, ma da Dio che fa misericordia".
- Romani 9:18-24 "Così dunque egli fa misericordia a chi vuole e indurisce chi vuole. Tu allora mi dirai: «Perché rimprovera egli ancora? Poiché chi può resistere alla sua volontà?» Piuttosto, o uomo, chi sei tu che replichi a Dio? La cosa plasmata dirà forse a colui che la plasmò: «Perché mi hai fatta così?» Il vasaio non è forse padrone dell'argilla per trarre dalla stessa pasta un vaso per uso nobile e un altro per uso ignobile? Che c'è da contestare se Dio, volendo manifestare la sua ira e far conoscere la sua potenza, ha sopportato con grande pazienza dei vasi d'ira preparati per la perdizione, ciò per far conoscere la ricchezza della sua gloria verso dei vasi di misericordia che aveva già prima preparati per la gloria, cioè verso di noi, che egli ha chiamato non soltanto fra i Giudei ma anche fra gli stranieri?".
- Efesini 2:9 "Infatti è per grazia che siete stati salvati, mediante la fede; e ciò non viene da voi; è il dono di Dio. Non è in virtù di opere affinché nessuno se ne vanti".
- 2 Timoteo 1:9 "Egli ci ha salvati e ci ha rivolto una santa chiamata, non a motivo delle nostre opere, ma secondo il suo proposito e la grazia che ci è stata fatta in Cristo Gesù fin dall'eternità".
- Tito 3:5 "Egli ci ha salvati non per opere giuste da noi compiute, ma per la sua misericordia, mediante il bagno della rigenerazione e del rinnovamento dello Spirito Santo".

## Espressione formale della dottrina
- Confessione di fede belga (1561), art. 16, La dottrina sull'elezione: Crediamo che, essendo tutta la discendenza di Adamo precipitata in tal modo nella perdizione e nella rovina a causa del peccato del primo uomo, Dio si è dimostrato quale egli veramente è, cioè misericordioso e giusto: misericordioso, ritirando e salvando da questa perdizione coloro che, nel suo eterno e immutabile consiglio, ha eletto e scelto per sua pura bontà in Cristo Gesù nostro Signore, senza alcuna considerazione per le loro opere; giusto, lasciando gli altri nella rovina e nella perdizione in cui si sono precipitati.
- Canoni di Dordrecht (1619), capo 1, art. 7, l'elezione definita: Ora l'elezione è il proposito immutabile di Dio secondo il quale, mediante la liberissima scelta della sua volontà, per pura grazia, egli ha, in Gesù Cristo eletto alla salvezza prima della fondazione del mondo, fra tutto il genere umano caduto per propria colpa dalla sua iniziale integrità al peccato e alla perdizione, una certa quantità di uomini, né migliori né più degni degli altri, anzi che giacevano anch'essi in una medesima miseria. Questo stesso Cristo, Dio pure l'ha costituito da ogni eternità, mediatore e capo di tutti gli eletti, e fondamento della salvezza. Questi eletti, Dio ha deciso di darli al Cristo per salvarli, di chiamarli e trarli con efficacia alla comunione con Cristo mediante la sua Parola ed il suo Spirito. Ancora, per dare loro la vera fede in lui, per giustificarli e santificarli, e dopo averli preservati, con potenza, nella comunione con suo figlio, per glorificarli alla fine, quale dimostrazione della sua misericordia, e come lode dei benefici della ricchezza della sua gloria, come è scritto. "In Cristo ci ha eletti, prima della fondazione del mondo, affinché fossimo santi e irreprensibili dinanzi a lui nell'amore, avendoci predestinati ad essere adottati, per mezzo di Gesù Cristo, come suoi figliuoli, secondo il beneplacito della sua volontà; a lode e gloria della sua grazia, la quale egli ci ha largita nell'amato suo" (Efesini 1:5-6).
- Confessione di Westminster (1646): "Dio ha decretato dall'eternità, secondo il più saggio e santo consiglio della propria volontà, in modo libero ed immutabile, tutte le cose che avrebbero avuto luogo. (...) Benché Dio conosca tutto ciò che può avvenire in tutte le condizioni immaginabili, non è mai stato indotto a decretare alcunché per il fatto di averlo previsto come qualcosa che avrebbe potuto verificarsi nel futuro o che sarebbe avvenuto in determinate situazioni. Per decreto di Dio e per la manifestazione della sua gloria, alcuni uomini ed angeli sono stati predestinati a vita eterna. (...) Il loro numero è così certo e definito che non può essere né aumentato né diminuito. Quelli che, fra l'umanità, sono predestinati alla vita, Dio, prima della fondazione del mondo, secondo il suo eterno ed immutabile proposito ed il segreto consiglio e beneplacito della sua volontà, li ha scelti in Cristo ad eterna gloria, sulla sola base di una libera grazia e per amore, senza alcuna preconoscenza di loro eventuali fede o buone opere o di perseveranza in alcuno di essi, né qualche altra cosa nella creatura come condizione o causa che Lo spingesse ad agire così: tutto a lode e gloria della Sua grazia. Poiché Dio ha ordinato a gloria gli eletti, così Egli, con un sommamente libero ed eterno proposito della Sua volontà, ha stabilito tutti i mezzi necessari per realizzare questo obiettivo. Di conseguenza coloro che sono stati eletti, essendo decaduti in Adamo, sono redenti da Cristo; vengono efficacemente chiamati alla fede in Cristo tramite l'opera dello Spirito, il quale opera a tempo debito; vengono giustificati, adottati, santificati, nonché custoditi dalla Sua potenza mediante la fede in vista della salvezza. Nessuno al di fuori degli eletti viene redento da Cristo, viene chiamato efficacemente, giustificato, adottato, santificato e salvato (...) (3:1-7). "Dio ha dotato la volontà dell'uomo di una libertà naturale tale da non poter essere forzata né determinata da alcuna necessità di natura, a fare il bene o il male. L'uomo, nel suo stato di innocenza, aveva libertà e capacità di volere e di fare ciò che è buono e accettevole a Dio, ma era libero, e perciò poteva decadere da questa condizione. A causa della sua caduta in stato di peccato, l'uomo ha perduto totalmente la capacità di volere qualsiasi bene spirituale che accompagni la salvezza. Come uomo naturale, essendo totalmente avverso al bene spirituale e morto nel peccato, non è capace, con le proprie forze, di convertirsi né di disporsi alla conversione. Quando Dio converte un peccatore e lo trasporta in uno stato di grazia, lo libera dalla schiavitù naturale al peccato, e per sola grazia lo rende capace di volere e di fare liberamente ciò che è spiritualmente buono (...)" (10:1-4).

## Giovanni Calvino su questa dottrina
- Giovanni Calvino, Istituzione della Religione Cristiana, Libro III, Cap. 21, sez. 7: "Affermiamo dunque, come dimostra chiaramente la Scrittura, che Dio ha inizialmente dato, con la sua decisione eterna e immutabile, quali voleva scegliere a salvezza e quali voleva votare alla perdizione. Affermiamo che una tal determinazione, quanto agli eletti, è fondata sulla sua misericordia senza alcun riguardo alla dignità umana; che, al contrario, l'entrata nella vita è preclusa a tutti coloro che vuole condannare; ciò avviene secondo il giudizio occulto ed incomprensibile, ma giusto. Insegniamo inoltre che la chiamata degli eletti è come un indice e una testimonianza della loro elezione. Parimenti, che la loro giustificazione ne è un altro segno, fino a che giungeranno alla gloria in cui risiede il compimento di questa chiamata. Ora, come il Signore mette un segno su coloro che ha scelti, chiamandoli e giustificandoli, al contrario, privando i reprobi della conoscenza della sua Parola o della santificazione data dal suo Spirito, indica in tal modo quale sarà la loro fine e qual giudizio è loro preparato".

## Obiezioni e considerazioni sull'elezione incondizionata
Loraine Boettner, uno storico e teologo calvinista, nel suo libro "The Reformed Doctrine of Predestination" ammette che i primi Padri della Chiesa prima di Sant'Agostino insegnavano l'assoluta libertà della volontà umana ed una sorta di sinergismo dove c'era una cooperazione tra la grazia ed il libero arbitrio. Egli scrive inoltre che Sant'Agostino fu il primo ad andare oltre i primi teologi, insegnando un'elezione incondizionata della grazia divina, restringendo la redenzione ad un cerchio definito di eletti.
Inoltre numerosi studiosi, apologeti ed autori cristiani, tra cui A.W. Tozer, N.T. Wright, William Lane Craig e C.S. Lewis, non condividono la dottrina calvinista dell'elezione incondizionata, affermando allo stesso tempo il libero arbitrio dell'uomo e la sovranità di Dio, rigettando perciò la comprensione calvinista della predestinazione e dell'elezione.
Infine la posizione opposta all'elezione incondizionata, cioè l'elezione condizionata, afferma riguardo alla salvezza che l'elezione parla del piano eterno, misericordioso e certo di Dio in Cristo di avere un popolo da chiamare Suo tramite il ravvedimento e la fede. Inoltre nega che l'elezione significhi che da prima della creazione, Dio abbia predestinato alcune persone alla salvezza ed altre alla condanna. Questa dottrina è così formulata nella dichiarazione di fede "tradizionale" o "tradizionalista" della Southern Baptist Convention, rifiutando così la soteriologia calvinista.